# Oreogrammitis piruensis
Oreogrammitis piruensis är en stensöteväxtart som först beskrevs av Masahiro Kato och Parris, och fick sitt nu gällande namn av Barbara S. Parris. Oreogrammitis piruensis ingår i släktet Oreogrammitis och familjen Polypodiaceae. Inga underarter finns listade.